# Токчхон (станция метро)
«Токчхон» (кор. 덕천역) — подземная пересадочная станция Пусанского метро на Второй линии и Третей линии. Она представлена тремя платформамиː двумя боковыми (для Второй линии) и одной островной (для Третьей линии). Станция обслуживается Пусанской транспортной корпорацией. Расположена в квартале Токчхон-дон (Токчхон 2(и)-дон) муниципального района Пукку Пусана (Южная Корея). На станции установлены платформенные раздвижные двери.
Станция на Второй линии была открыта 30 июня 1999 года, на Третьей линии — 28 ноября 2005 года.
Открытие станции на Второй линии было совмещено с открытием 1-й очереди Второй линии — участка длиной 20,9 км и ещё 19 станцийː «Пуам» (220), «Кая», «Университет Тонъи», «Кэгым», «Нэнджон», «Чуре», «Камджон», «Сасан», «Токпхо», «Модок», «Mopa», «Кунам», «Кумён», «Суджон», «Хвамён», «Юлли», «Тонвон», «Кымгок» и «Хопхо» (239).
Открытие станции на Третьей линии было совмещено с запуском всей линии с 17 станциями.